# Kaiserpokal 2008
Der Kaiserpokal 2008 war die 88. Austragung des Kaiserpokals, des höchsten japanischen Fußballpokalwettbewerbs. Sieger des Wettbewerbs waren die Gamba Osaka.

## Ergebnisse

### 1. Runde
|                                      | Ergebnis        |                                               |
| ------------------------------------ | --------------- | --------------------------------------------- |
| Sagawa Printing                      | 7:1             | Aichi-Gakuin-Universität                      |
| Kainan FC                            | 0:2             | Universität Ehime                             |
| FC Gifu Second                       | 0:1             | Hannan-Universität                            |
| Universität Yokkaichi                | 1:3             | Honda                                         |
| Saurcos Fukui                        | 2:1             | Nara-Sangyo-Universität                       |
| Keiei-Universität Niigata            | 1:5             | Matsumoto Yamaga FC                           |
| Fagiano Okayama                      | 6:0             | Hitachi Kasado                                |
| Universität Fukuyama                 | 0:3             | Volca Kagoshima                               |
| Banditonce Kakogawa                  | 0:1             | Kataller Toyama                               |
| Zweigen Kanazawa                     | 4:3             | Sagawa Shiga                                  |
| Ryūtsū-Keizai-Universität            | 4:2             | YSCC Yokohama                                 |
| Tamaho FC                            | 00:10           | Sony Sendai FC                                |
| Dohto-Universität                    | 4:1             | Shobi-Gakuen-Universität                      |
| Fukushima United FC                  | 1:4             | Kokushikan-Universität                        |
| Kyushu Inax                          | 1:3             | Okinawa Kariyushi FC                          |
| Ozu High School                      | 2:1             | Nippon-Bunri-Universität                      |
| Mitsubishi Heavy Industries Nagasaki | 3:0             | Dezzolla Shimane                              |
| New Wave Kitakyushu                  | 1:1 (4:2 i. E.) | Honda Lock                                    |
| Tokushima Vortis Second              | 2:1             | Universität Kōchi                             |
| Kamatamare Sanuki                    | 1:0             | Gainare Tottori                               |
| Hitachi Tochigi Uva                  | 2:0             | Aomori Yamada High School                     |
| Arte Takasaki                        | 0:2             | JEF Reserves                                  |
| TDK                                  | 2:3             | Osaka University of Health and Sport Sciences |
| Grulla Morioka                       | 5:1             | Universität Yamagata                          |

### 2. Runde
|                                               | Ergebnis |                        |
| --------------------------------------------- | -------- | ---------------------- |
| Sagawa Printing                               | 5:1      | Universität Ehime      |
| Hannan-Universität                            | 0:4      | Honda                  |
| Saurcos Fukui                                 | 0:4      | Matsumoto Yamaga FC    |
| Fagiano Okayama                               | 2:0      | Volca Kagoshima        |
| Kataller Toyama                               | 1:2      | Zweigen Kanazawa       |
| Ryūtsū-Keizai-Universität                     | 2:3      | Sony Sendai FC         |
| Dohto-Universität                             | 1:6      | Kokushikan-Universität |
| Okinawa Kariyushi FC                          | 2:1      | Ozu High School        |
| Mitsubishi Heavy Industries Nagasaki          | 0:1      | New Wave Kitakyushu    |
| Tokushima Vortis Second                       | 2:1      | Kamatamare Sanuki      |
| Hitachi Tochigi Uva                           | 2:1      | JEF Reserves           |
| Osaka University of Health and Sport Sciences | 3:0      | Grulla Morioka         |

### 3. Runde
|                     | Ergebnis        |                                               |
| ------------------- | --------------- | --------------------------------------------- |
| Ehime FC            | 2:1             | Sagawa Printing                               |
| Sagan Tosu          | 4:0             | Honda                                         |
| Shonan Bellmare     | 1:1 (4:5 i. E.) | Matsumoto Yamaga FC                           |
| Ventforet Kofu      | 1:0             | Fagiano Okayama                               |
| Tochigi SC          | 1:1 (5:3 i. E.) | Roasso Kumamoto                               |
| FC Gifu             | 1:0             | Zweigen Kanazawa                              |
| Cerezo Osaka        | 1:0             | Sony Sendai FC                                |
| Tokushima Vortis    | 0:1             | Kokushikan-Universität                        |
| Yokohama FC         | 2:1             | Okinawa Kariyushi FC                          |
| Vegalta Sendai      | 2:0             | New Wave Kitakyushu                           |
| Thespa Kusatsu      | 2:0             | Tokushima Vortis Second                       |
| Avispa Fukuoka      | 0:1             | Mito HollyHock                                |
| Montedio Yamagata   | 4:1             | Hitachi Tochigi Uva                           |
| Sanfrecce Hiroshima | 6:0             | Osaka University of Health and Sport Sciences |

### 4. Runde
|                     | Ergebnis        |                        |
| ------------------- | --------------- | ---------------------- |
| Urawa Reds          | 1:0             | Ehime FC               |
| Yokohama F. Marinos | 1:0             | Consadole Sapporo      |
| Oita Trinita        | 0:2             | Sagan Tosu             |
| Vissel Kobe         | 8:0             | Matsumoto Yamaga FC    |
| Gamba Osaka         | 2:1             | Ventforet Kofu         |
| Júbilo Iwata        | 3:1             | Tochigi SC             |
| Nagoya Grampus      | 1:0             | FC Gifu                |
| Omiya Ardija        | 1:0             | Cerezo Osaka           |
| Kashima Antlers     | 2:2 (3:0 i. E.) | Kokushikan-Universität |
| Shimizu S-Pulse     | 1:0             | JEF United Chiba       |
| Albirex Niigata     | 2:0             | Yokohama FC            |
| FC Tokyo            | 2:1             | Vegalta Sendai         |
| Kashiwa Reysol      | 1:0             | Thespa Kusatsu         |
| Kyoto Sanga FC      | 3:0             | Mito HollyHock         |
| Kawasaki Frontale   | 3:1             | Montedio Yamagata      |
| Tokyo Verdy         | 0:1             | Sanfrecce Hiroshima    |

### Achtelfinale
|                   | Ergebnis        |                     |
| ----------------- | --------------- | ------------------- |
| Urawa Reds        | 2:2 (5:6 i. E.) | Yokohama F. Marinos |
| Sagan Tosu        | 5:2             | Vissel Kobe         |
| Gamba Osaka       | 3:1             | Júbilo Iwata        |
| Nagoya Grampus    | 2:1             | Omiya Ardija        |
| Kashima Antlers   | 3:4             | Shimizu S-Pulse     |
| Albirex Niigata   | 2:3             | FC Tokyo            |
| Kashiwa Reysol    | 1:0             | Kyoto Sanga FC      |
| Kawasaki Frontale | 0:2             | Sanfrecce Hiroshima |

### Viertelfinale
|                     | Ergebnis |                     |
| ------------------- | -------- | ------------------- |
| Yokohama F. Marinos | 3:1      | Sagan Tosu          |
| Gamba Osaka         | 2:1      | Nagoya Grampus      |
| Shimizu S-Pulse     | 1:2      | FC Tokyo            |
| Kashiwa Reysol      | 3:2      | Sanfrecce Hiroshima |

### Halbfinale
|                     | Ergebnis |                |
| ------------------- | -------- | -------------- |
| Yokohama F. Marinos | 0:1      | Gamba Osaka    |
| FC Tokyo            | 1:2      | Kashiwa Reysol |

### Finale
|             | Ergebnis |                |
| ----------- | -------- | -------------- |
| Gamba Osaka | 1:0      | Kashiwa Reysol |